# Ditrichum hookeri
Ditrichum hookeri är en bladmossart som beskrevs av Georg Ernst Ludwig Hampe 1867. Ditrichum hookeri ingår i släktet grusmossor, och familjen Ditrichaceae. Inga underarter finns listade i Catalogue of Life.